# Talousneuvos
Talousneuvos (finnisch) oder Ekonomiråd (schwedisch, beide wörtlich „Ökonomierat“) ist ein Ehrentitel, der vom Präsidenten der Republik Finnland an Persönlichkeiten aus der Wirtschaft verliehen wird. Er gehört zur Gruppe 8 der finnischen Ehrentitel; die auf den Titel zu zahlende Stempelsteuer beträgt entweder 6200 Euro oder 1550 Euro. Der Titel ist ehrenamtlich und bringt keine Verantwortung oder Privilegien mit sich. So wie alle anderen finnischen Ehrentitel ist er nicht erblich.

## Name
Die Finnische Staatskanzlei empfiehlt die Namen der Ehrentitel nicht in andere Sprachen zu übersetzen, sondern einen der beiden originalsprachlichen Namen auch beim Gebrauch des Titels im Ausland zu verwenden, ggf. mit der zusätzlichen Erklärung „finnischer Ehrentitel“.
 

„Ökonomierat“ ist die wörtliche Übersetzung der Originalbezeichnung talousneuvos bzw. ekonomiråd. Im verfassungsgemäß zweisprachigen Finnland haben in der Regel alle offiziellen Namen, Titel und dergleichen sowohl eine finnische als auch eine schwedische Form. Beide Amtssprachen sind laut Finnischer Verfassung gleichberechtigt. 

## Geschichte
Der Ehrentitel Vuorineuvos/Ekonomiråd wurde erstmals 1931 an den Fabrikanten Tuomas Pohjanpalo verliehen. Es ist der am häufigsten vergebene Titel, mit dem bis 2021 zusammen 1843 Personen ausgezeichnet wurden.